# Liverpool F.C. mùa bóng 2024–25
Mùa giải 2024–25 là mùa giải thứ 133 trong lịch sử của Câu lạc bộ bóng đá Liverpool và là mùa giải thứ 63 liên tiếp của họ ở hạng đấu cao nhất của Bóng đá Anh. Ngoài giải đấu quốc nội (Giải Ngoại hạng Anh 2024–25), câu lạc bộ Liverpol cũng tham gia Cúp FA, Cúp EFL và Giải vô địch các câu lạc bộ châu Âu 2024–25 (UEFA Champions League). Đây là mùa giải đầu tiên của Liverpool dưới thời huấn luyện viên trưởng mới Arne Slot, người được công bố là người thay thế Jürgen Klopp vào ngày 20 tháng 5 năm 2024. Dưới sự dẫn dắt của huấn luyện viên mới Arne Slot, Liverpool đã có một mùa giải thành công rực rỡ khi giành chức vô địch Ngoại hạng Anh (Premier League), đây là danh hiệu Ngoại hạng Anh thứ 20 của câu lạc bộ Liverpool. Câu lạc bộ giàu thành tích này đã kết thúc mùa giải 2024-2025 với 84 điểm, bỏ xa đội xếp thứ hai là Arsenal với 74 điểm. Liverpool có trận thi đấu đầu tiên của mùa giải 2024-2025 là trận đấu với Ipswich Town vào ngày 17 tháng 8 năm 2024. Vào ngày 27 tháng 4 năm 2025, Liverpool giành chức vô địch khi giành trọn điểm trong trận gặp Tottenham Hotspur (đã đủ điểm vô địch và điểm cách biệt). Ngày 25 tháng 5 năm 2025, Liverpool có trận đấu cuối cùng kết thúc mùa giải khi chia điểm với Crystal Palace tại sân Anfield và cũng đã thực hiện nghi lễ đăng quang vô địch tại sân nhà.
Mùa giải này cũng là mùa giải đầu tiên kể từ mùa giải 2015–16 của Liverpool F.C. mà không có Joël Matip, và là mùa giải đầu tiên kể từ mùa giải 2019–20 của Liverpool F.C. không có Thiago Alcântara, cả hai đều đã giải nghệ sau khi hết hạn hợp đồng. Vào ngày 10 tháng 12 năm 2024, Liverpool đã ghi nhận chiến thắng thứ 150 của họ tại bóng đá châu Âu sau chiến thắng 1–0 trước Girona tại UEFA Champions League. Vào ngày 18 tháng 1 năm 2025, Liverpool đã chơi trận đấu chính thức thứ 6.000 kể từ khi câu lạc bộ thành lập vào năm 1892, đánh bại Brentford với tỷ số 2–0 nhờ hai bàn thắng muộn của cầu thủ vào sân thay người Darwin Núñez tại Premier League. Vào ngày 25 tháng 5 năm 2025, Mohamed Salah đã ghi bàn thắng thứ 29 của mình trong mùa giải 2024-25 bằng bàn gỡ hòa trước Crystal Palace, đánh dấu bàn thắng thứ 47 của anh trong mùa giải, lập kỷ lục mới trong mùa giải Premier League gồm 38 trận và cân bằng kỷ lục trước đó do Alan Shearer và Andy Cole lập trong mùa giải gồm 42 trận. 
Vào ngày 27 tháng 4 năm 2025, Liverpool đã đăng quang chức vô địch Giải bóng đá Ngoại hạng Anh sau chiến thắng 5–1 trên sân nhà trước Tottenham Hotspur, giành chức vô địch giải đấu đầu tiên kể từ 2019–20, và chức vô địch giải đấu Anh lần thứ 20 kỷ lục. Ngoài giải vô địch quốc gia, Liverpool cũng đã tham gia vào các giải đấu cúp khác bao gồm FA Cup đã vào đến vòng 4, Á quân EFL Cup, Lọt vào vòng 16 đội UEFA Champions League. Chân sút hàng đầu của họ là Mohamed Salah (29 bàn ở giải VĐQG, 34 bàn tổng cộng). Đội hình Liverpool mùa giải 2024-25 bao gồm những cầu thủ chủ chốt như Alisson Becker (thủ môn), Virgil van Dijk (đội trưởng), Joe Gomez, Ibrahima Konaté (hậu vệ), Alexis Mac Allister, Dominik Szoboszlai, Wataru Endo (tiền vệ), Mohamed Salah, Darwin Nunez, Luis Diaz, Cody Gakpo, Diogo Jota (tiền đạo). Đáng chú ý, câu lạc bộ Liverpool đã chiêu mộ thành công Giorgi Mamardashvili (thủ môn) và Federico Chiesa (tiền vệ cánh phải). Tuy vậy, lễ ăn mừng của Liverpool đã gặp phải sự cố thảm họa khi tổ chức diễu hành ăn mừng một ngày sau đó. Nhưng ngày vui đã bị phá vỡ khi một chiếc xe lao vào đám đông người hâm mộ trên phố Walter, khiến 65 người bị thương. Cảnh sát Merseyside xác nhận họ đã bắt giữ một người đàn ông 53 tuổi sau khi một chiếc xe lao vào người hâm mộ Liverpool trong lễ diễu hành ăn mừng danh hiệu Premier League của Liverpool.